# Marianthus bicolor
Marianthus bicolor là một loài thực vật có hoa trong họ Pittosporaceae. Loài này được (Putt.) F. Muell. mô tả khoa học đầu tiên năm 1860.